# Cephaloscyllium albipinnum
Cephaloscyllium albipinnum  (лат.) — один из видов рода головастых акул, семейство кошачьих акул (Scyliorhinidae). Это малоизученный вид кошачьих акул, эндемик юго-восточного побережья Австралии. Максимальный размер составляет 1,1 м. Размножается, откладывая яйца.

## Таксономия
Ранние экземпляры Cephaloscyllium albipinnum часто путали с Cephaloscyllium laticeps и Cephaloscyllium isabellum. В 1994 году Cephaloscyllium albipinnum был классифицирован как отдельный вид и временно получил название Cephaloscyllium sp. A, пока в 2008 году он не был описан в издании «Commonwealth Scientific and Industrial Research Organisation (CSIRO)». Видовое название albipinnum происходит от слов лат. albi — «белый» и лат. pinna — «плавник» и ссылается на отчётливые белые отметины на плавниках. Голотип представлял собой взрослого самца длиной 1 м, пойманного у берегов острова Марайя (Тасмания).

## Ареал и среда обитания
Cephaloscyllium albipinnum обитает у юго-восточного побережья Австралии от Батманс Бэй (Новый Южный Уэльс) до Большого Австралийского залива, в том числе у берегов Евкла (Западная Австралия) и южной Тасмании. Это донный вид, который встречается на внешнем континентальном шельфе и верхних континентальных склонах на глубине от 126 до 554 м.

## Описание
Это плотная акула длиной до 1,1 м с короткой, очень широкой и приплюснутой головой. Морда широкая и закруглённая. Щелеобразные глаза овальные расположены высоко. Ноздри окаймлены складками кожи, которые не достигают рта. Рот очень крупный и изогнутый. Во рту имеются 90—116 и 97—110 зубных рядов на верхней и нижней челюстях, соответственно. Каждый зуб оснащён тремя центральными и 1—2 латеральными остриями. Верхние зубы видны, даже когда рот закрыт. Борозды по углам рта отсутствуют. Четвёртая и пятая пара жаберных щелей короче первых трёх и расположены над основанием грудных плавников.
Грудные плавники крупные и широкие каудальные края слегка вогнуты. Первый спинной плавник закруглён и расположен над передней половиной основания грудных плавников. Второй спинной плавник намного меньше, он имеет треугольную форму и расположен над анальным плавником. Брюшные плавники маленькие. Птеригоподии самцов очень длинные. Анальный плавник крупнее второго спинного плавника, у молодых акул он закруглён, а у взрослых — более заострён. Крупный хвостовой плавник имеет с ярко выраженную нижней лопастью и глубокой вентральной выемкой у кончика верхней лопасти. Кожа толстая, покрыта разбросанными плакоидными чешуйками стреловидной формы с тремя горизонтальными гребнями. Окрас сероватый или коричневатый 9—10 крупными пятнами на спине, чередующимися с пятнами по бокам. Крупные круглые отметины охватывают жаберные щели. Плавники сверху темнее, края бледнее. Брюхо светлее спины, иногда покрыто тёмными и светлыми пятнами. Отметины у молодых акул более отчётливые.

## Биология и экология
Подобно прочим головастым акулам Cephaloscyllium albipinnum способны накачиваться водой и раздуваться в случае опасности; таким способом они расклиниваются в щелях и не дают себя схватить и даже отпугивают хищника. Этот вид размножается, откладывая яйца, заключённые в мягкую капсулу светло-жёлтого цвета в форме фляжки длиной 9,8—11,6 см и шириной 5 см. Края капсул загнуты, по углам имеются короткие рога с завивающимися отростками. Минимальный размер половозрелых самцов и самок составляет 70 и 98 см соответственно.

## Взаимодействие с человеком
В ареале Cephaloscyllium albipinnum ведётся интенсивная рыбная ловля и эти акулы часто в качестве прилова попадают в сети. По сравнению с 1966—67 годами в 1996—1997 их добыча упала на 30 %. Международный союз по охране природы присвоил этому виду статус сохранности «Близкий к уязвимому положению».